# 죽음의 계곡 (영화)
죽음의 계곡(Death Valley)은 미국에서 제작된 딕 리처즈 감독의 1982년 범죄, 공포, 스릴러 영화이다. 폴 르 맷 등이 주연으로 출연하였고 엘리엇 카스트너 등이 제작에 참여하였다.

## 출연

### 주연
- 폴 르 맷
- 캐서린 힉스
- 스티븐 맥허티

### 조연
- 윌포드 브림리
- 피터 빌링슬리
- 에드워드 허먼
- 메리 스틸스미스